# Kramerstraße 10 (Quedlinburg)

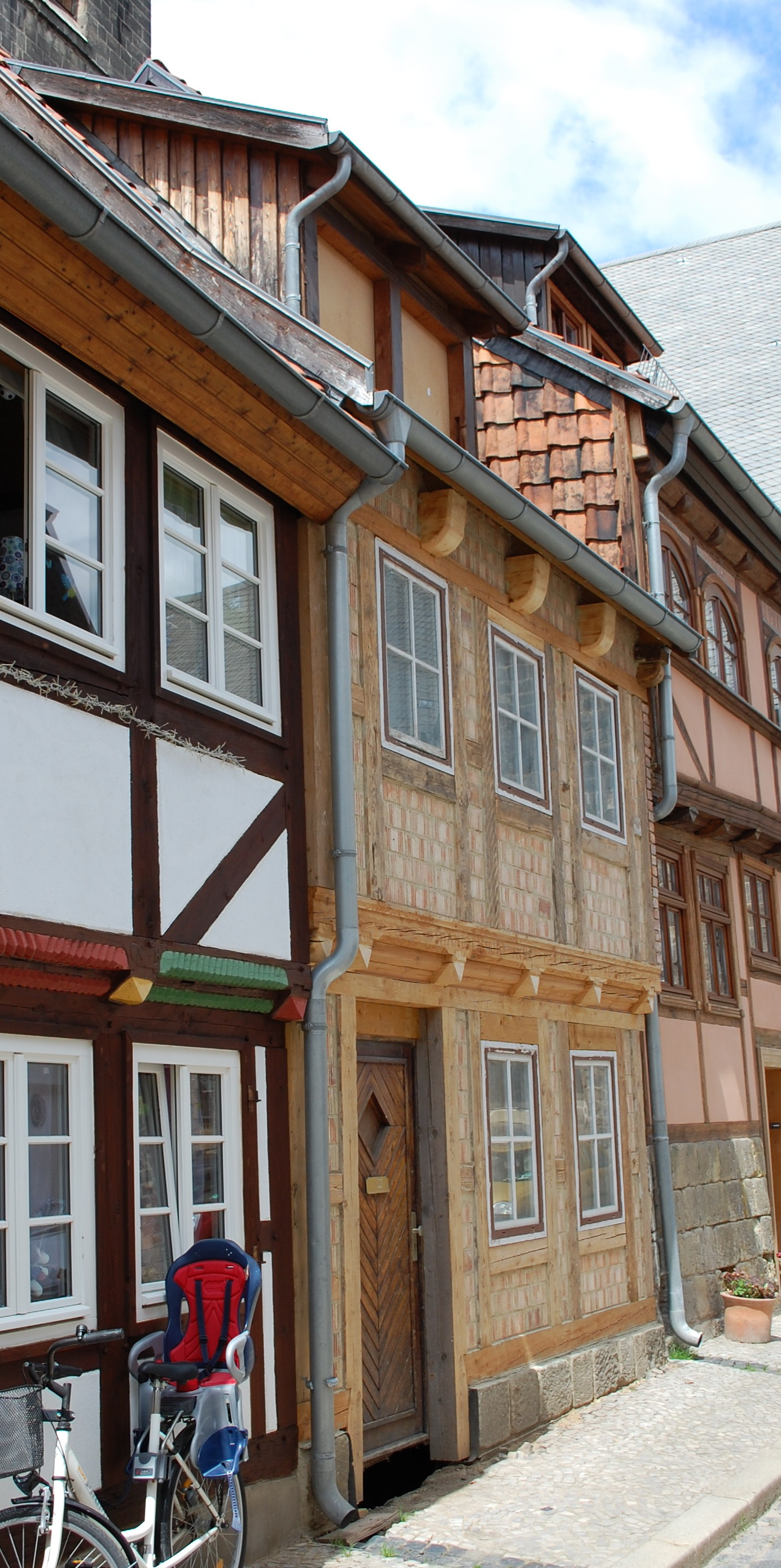
Kramerstraße 10

Das Haus Kramerstraße 10 ist ein denkmalgeschütztes Gebäude in Quedlinburg in Sachsen-Anhalt.

## Lage
Das im Quedlinburger Denkmalverzeichnis eingetragene Haus befindet sich im nördlichen Teil der Quedlinburger Altstadt auf der Westseite der Kramerstraße. Es gehört zum UNESCO-Weltkulturerbe. An der Nordseite grenzt das gleichfalls denkmalgeschützte Haus Kramerstraße 11, südlich das Haus Kramerstraße 9 an.

## Architektur und Geschichte
Das kleine zweigeschossige Fachwerkhaus entstand nach einer Inschrift am Gebäude im Jahr 1699. Die Inschrift nennt als Bauherren M. Andreas Riht und Anna Maria Müller. Die Fachwerkfassade des barocken Wohnhauses weist an der Stockschwelle eine Fase und Blättchenfries auf. Im 19. Jahrhundert wurde die Fassade verputzt. Bei einer Sanierung Anfang des 21. Jahrhunderts wurde der Putz wieder entfernt.